# Kaktovik
Kaktovik (Qaagtuviġmiut en iñupiaq) es una ciudad estadounidense ubicada en el estado de Alaska. Pertenece al Borough de North Slope. Según el censo de los Estados Unidos de 2010, posee 239 habitantes.

## Geografía
Kaktovik se encuentra ubicada en las coordenadas 70°7′46.73″N 143°37′35.44″O / 70.1296472, -143.6265111.

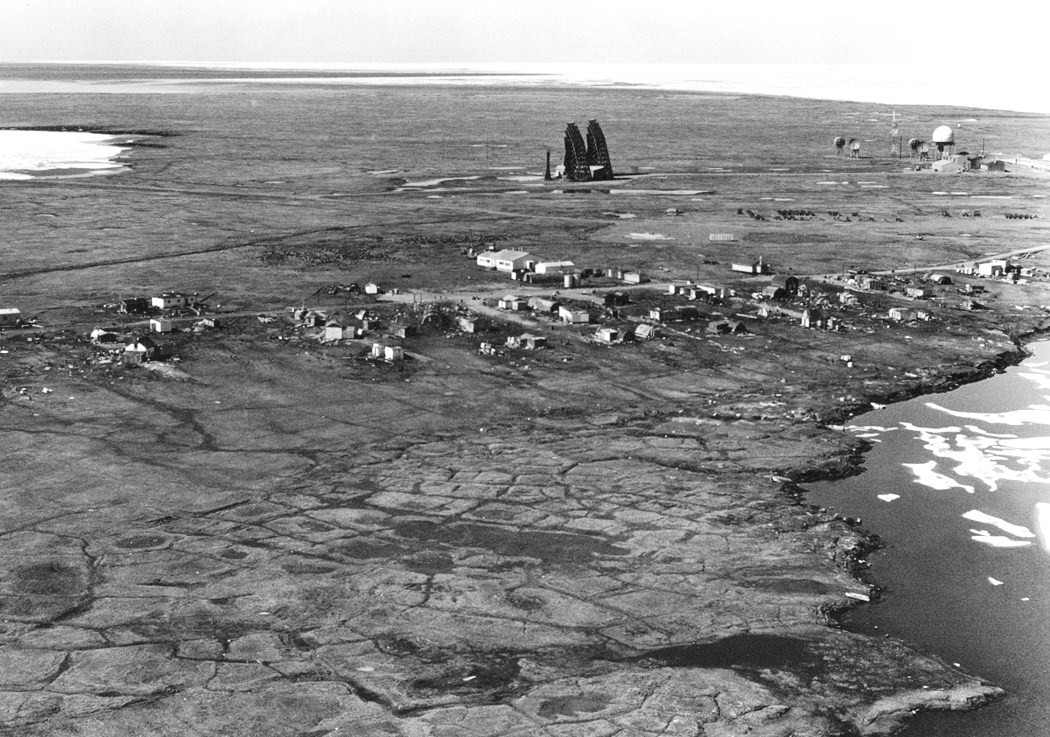
Kaktovik en 2008